# 齊昌府
齊昌府是五代十国时，南汉设置的府。
南汉乾亨元年（917年），分循州兴宁县改为齐昌县，置齊昌府，治所在今广东省兴宁市境内，一说在今五华县西北华城镇东北。宋太祖开宝四年（971年）宋灭南汉，废齊昌府。宋真宗天禧二年（1018年）复为齐昌县。